# Max Bendiner
Max Bendiner (* 27. Juli 1865 in Dresden; † 15. August 1924 in Berlin) war ein deutscher Verwaltungsbeamter und Politiker (SPD, parteilos).

## Leben
Nach dem Besuch des Gymnasiums studierte Bendiner Geschichte, Volkswirtschaft und Rechtswissenschaft. Er wurde zum Dr. phil. promoviert und war zunächst als wissenschaftlicher Mitarbeiter tätig. Später betätigte er sich journalistisch und veröffentlichte sozialpolitische und volkswirtschaftliche Schriften. 1916 wechselte er in den preußischen Verwaltungsdienst. Ab 1919 war er als Hilfsarbeiter und ab 1920 als Regierungsrat im Preußischen Ministerium für Landwirtschaft, Domänen und Forsten in Berlin-Schöneberg tätig.
Bendiner trat 1918 in die SPD ein, für die er bei der Reichstagswahl im Juni 1920 erfolglos zum Reichstag kandidierte. Im Februar 1921 wurde er über den Wahlkreis 3 (Potsdam II) in den Preußischen Landtag gewählt. Nach seinem Austritt aus der SPD 1923 verließ er die Fraktion der Sozialdemokraten und war bis zu seinem Tode fraktionsloser Abgeordneter.